# Gare de Neufchâteau (Belgique)
Pour l’article homonyme, voir Gare de Neufchâteau.
La gare de Neufchâteau est une gare ferroviaire belge de la ligne 162, de Namur à Sterpenich (frontière luxembourgeoise), située dans le village de Longlier sur le territoire de la ville de Neufchâteau, province de Luxembourg en Région wallonne.
Elle est dénommée Longlier lors de sa mise en service en 1858 par la Grande compagnie du Luxembourg. C'est une halte voyageurs de la Société nationale des chemins de fer belges (SNCB) desservie par des trains Omnibus (L) et d’Heure de pointe (P).

## Situation ferroviaire
Établie à 427 m d'altitude, la gare de Neufchâteau est située au point kilométrique (PK) 98,50 de la ligne 162, de Namur à Sterpenich (frontière du Luxembourg), entre les gares ouvertes de Libramont et de Marbehan.

## Histoire
La station de Longlier (Neufchâteau) est mise en service le 27 octobre 1858 par la Grande compagnie du Luxembourg, lorsqu'elle ouvre à l'exploitation la section de Grupont à Arlon de sa ligne de Namur à la frontière du Luxembourg. En 1867 la station Longlier est la 11e station de la ligne, elle est à 2 km du bourg de Neufchâteau.
Un abri pour la lampisterie et le magasin d'approvisionnement est ajouté en 1882.
Au début des années 1900 la station est renommée en Longlier - Neufchâteau et au début des années 1980 elle devient simplement la gare de Neufchâteau.

### Le bâtiment de la gare
Le style et les dimensions de la première gare de 1858 ne sont pas connus.
En 1894, un nouveau bâtiment plus grand est construit par l’Administration des chemins de fer de l’État belge. Cette gare, qui respecte les directives alors pratiquées pour la construction des gares, est proche de deux autres gares érigées à la même période à Grupont et Poix-Saint-Hubert mais elles présentaient plusieurs différences avec cependant des points communs importants :
- un corps central à étage de trois travées presque carré sous toiture à croupes ;
- une aile basse sous toiture à croupe ou sous bâtière servant de salle d’attente ;
- une aile de service à toit plat muni d’une cour intérieure ;
- des décorations identiques sur le corps central avec un une frise de céramiques, un fronton cintré, une crête métallique au sommet ;
- aucun percement aux murs transversaux.

À Neufchâteau, la gare est recouverte d’enduit. Elle est munie d’arcs en plein cintre au rez-de-chaussée et d’arcs bombés au premier étage. Elle possède une aile basse de six travées sous toiture à croupe abritant la salle d’attente et le magasin. Elle possède une marquise côté quai, qui existe toujours.
Depuis le 28 juin 2013, la gare est devenue un point d'arrêt et le guichet est définitivement fermé.

### Réaménagements récents
D’importants travaux réalisés en 2009 ont vu la suppression du passage à niveau au profit d’un passage inférieur situé 200 mètres plus loin avec une déviation de la route et un déplacement des quais.
Alors qu’il était envisagé de démolir le bâtiment de la gare, fermé et en mauvais état, la commune s’est opposé à la démolition et il serait désormais prévu de revendre la gare ainsi que la halle à marchandises. Depuis quelques années, l’aile à toit plat a été démolie et le corps central, inutilisé, a vu ses fenêtres murées. Le bâtiment est finalement rénové par un particulier mais l'aile haute perd à cette occasion ses ferronneries de toitures ornementales et son dernier fronton arrondi (il avait déjà disparu auparavant côté rue).
L'ancien abri de quai datant du XIXe siècle se trouvant sur le quai opposé est en revanche démoli en 2019. Appartenant à un type autrefois commun mais dont beaucoup ont disparu, il est identique à celui de la Gare de Messancy, restauré et en bon état.

## Service des voyageurs

### Accueil
Halte SNCB, c'est un point d'arrêt non géré (PANG) à accès libre. Elle dispose d'un automate pour l'achat de titres de transport et de deux quais, avec un auvent sur le quai 1 et un abri sur le quai 2.

### Desserte
Neufchâteau est desservie par des trains Omnibus (L) et d’Heure de pointe (P) de la SNCB, qui effectuent des missions sur la ligne 162. Les trains InterCity (IC) qui desservaient encore Neufchâteau il y a quelques années, ne marquent désormais plus l’arrêt et le nombre de trains P a été réduit.
En semaine, la desserte est constituée de trains L reliant toutes les heures Libramont à Arlon renforcés par des trains P supplémentaires : le matin, un train entre Libramont et Arlon et un de Namur à  Luxembourg ; en fin de journée, un train P de Arlon à Libramont et un d'Arlon à Namur en soirée.
Les week-ends, la desserte est également constituée de trains L reliant toutes les deux heures Libramont à Arlon. Le dimanche soir en période scolaire, il existe un train P en provenance d’Arlon à destination d’Herstal.

### Intermodalité
Des places de parking pour les véhicules sont disponibles sur la place de la gare. Le site est desservi par des bus.

## Comptage voyageurs
Le graphique et le tableau montrent le nombre de passagers qui en moyenne embarquent durant la semaine, le samedi et le dimanche.
| Nombre de voyageurs qui embarquent à la gare de Neufchâteau | Nombre de voyageurs qui embarquent à la gare de Neufchâteau | Nombre de voyageurs qui embarquent à la gare de Neufchâteau | Nombre de voyageurs qui embarquent à la gare de Neufchâteau |
|                                                             | Semaine                                                     | Samedi                                                      | Dimanche                                                    |
| ----------------------------------------------------------- | ----------------------------------------------------------- | ----------------------------------------------------------- | ----------------------------------------------------------- |
| 1977                                                        | 284                                                         | 60                                                          | 117                                                         |
| 1978                                                        | 254                                                         | 67                                                          | 84                                                          |
| 1979                                                        | 268                                                         | 80                                                          | 126                                                         |
| 1980                                                        | 222                                                         | 81                                                          | 50                                                          |
| 1981                                                        | 291                                                         | 69                                                          | 67                                                          |
| 1982                                                        | 219                                                         | 48                                                          | 114                                                         |
| 1983                                                        | 249                                                         | 55                                                          | 120                                                         |
| 1984                                                        | 230                                                         | 37                                                          | 69                                                          |
| 1985                                                        | 222                                                         | 48                                                          | 83                                                          |
| 1986                                                        | 145                                                         | 30                                                          | 85                                                          |
| 1987                                                        | 185                                                         | 26                                                          | 46                                                          |
| 1988                                                        | 196                                                         | 29                                                          | 85                                                          |
| 1989                                                        | 159                                                         | 57                                                          | 74                                                          |
| 1990                                                        | 167                                                         | 35                                                          | 52                                                          |
| 1991                                                        | 164                                                         | 45                                                          | 64                                                          |
| 1992                                                        | 154                                                         | 37                                                          | 85                                                          |
| 1993                                                        | 141                                                         | 44                                                          | 43                                                          |
| 1994                                                        | 144                                                         | 18                                                          | 22                                                          |
| 1995                                                        | 134                                                         | 26                                                          | 30                                                          |
| 1996                                                        | 163                                                         | 35                                                          | 43                                                          |
| 1997                                                        | 142                                                         | 21                                                          | 33                                                          |
| 1998                                                        | 111                                                         | -                                                           | 10                                                          |
| 1999                                                        | 112                                                         | 17                                                          | 12                                                          |
| 2000                                                        | 112                                                         | 8                                                           | 12                                                          |
| 2001                                                        | 170                                                         | 9                                                           | 8                                                           |
| 2002                                                        | 191                                                         | 15                                                          | 14                                                          |
| 2003                                                        | 160                                                         | 29                                                          | 48                                                          |
| 2004                                                        | 164                                                         | 26                                                          | 22                                                          |
| 2005                                                        | 161                                                         | 32                                                          | 34                                                          |
| 2006                                                        | 157                                                         | 24                                                          | 34                                                          |
| 2007                                                        | 161                                                         | 52                                                          | 46                                                          |
| 2008                                                        | -                                                           | -                                                           | -                                                           |
| 2009                                                        | 201                                                         | 34                                                          | 22                                                          |
| 2010                                                        | -                                                           | -                                                           | -                                                           |
| 2011                                                        | -                                                           | -                                                           | -                                                           |
| 2012                                                        | 216                                                         | 30                                                          | 67                                                          |
| 2013                                                        | 227                                                         | 39                                                          | 33                                                          |
| 2014                                                        | 235                                                         | 57                                                          | 36                                                          |
| 2015                                                        | 126                                                         | 26                                                          | 55                                                          |
| 2016                                                        | 102                                                         | 39                                                          | 34                                                          |
| 2017                                                        | 111                                                         | 31                                                          | 37                                                          |
| 2018                                                        | 114                                                         | 24                                                          | 75                                                          |
| 2019                                                        | 95                                                          | 47                                                          | 29                                                          |
| 2020                                                        | 88                                                          | 17                                                          | 20                                                          |
| 2021                                                        | -                                                           | -                                                           | -                                                           |
| 2022                                                        | 174                                                         | 48                                                          | 62                                                          |
| 2023                                                        | 169                                                         | 40                                                          | 53                                                          |
| 2024                                                        | 181                                                         | 43                                                          | 73                                                          |

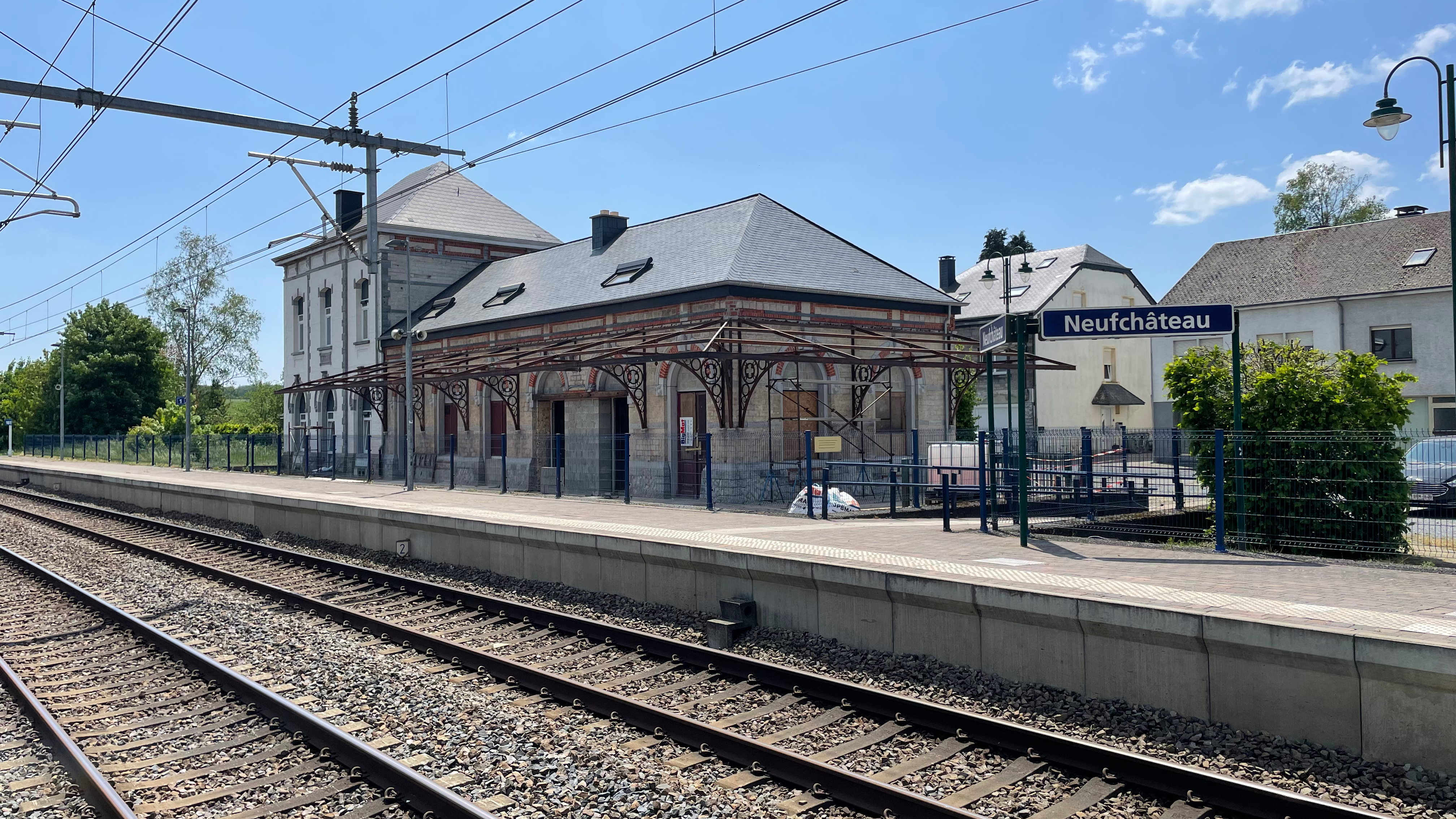
Quais et bâtiment.
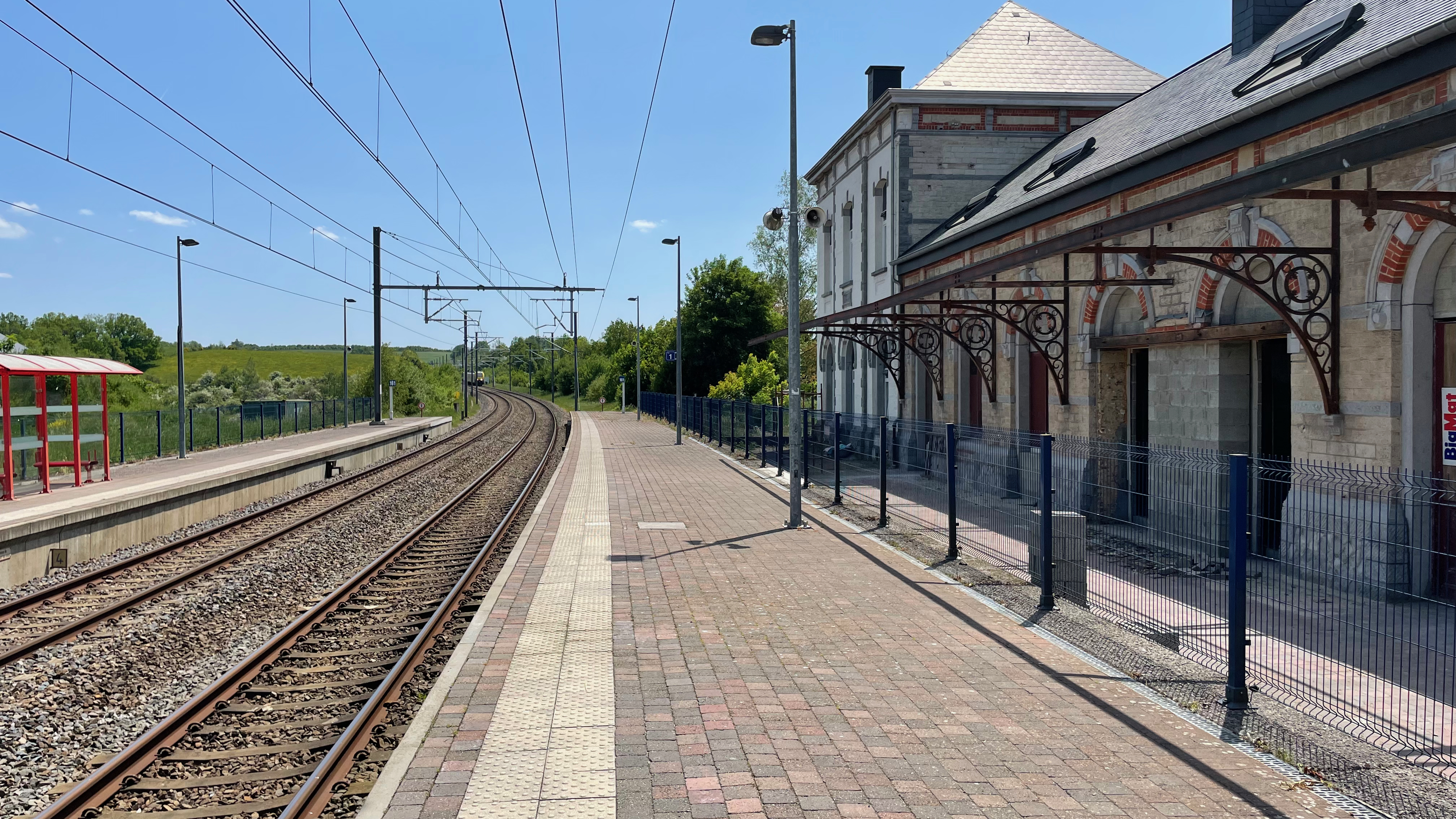
Arrivée d'un train.
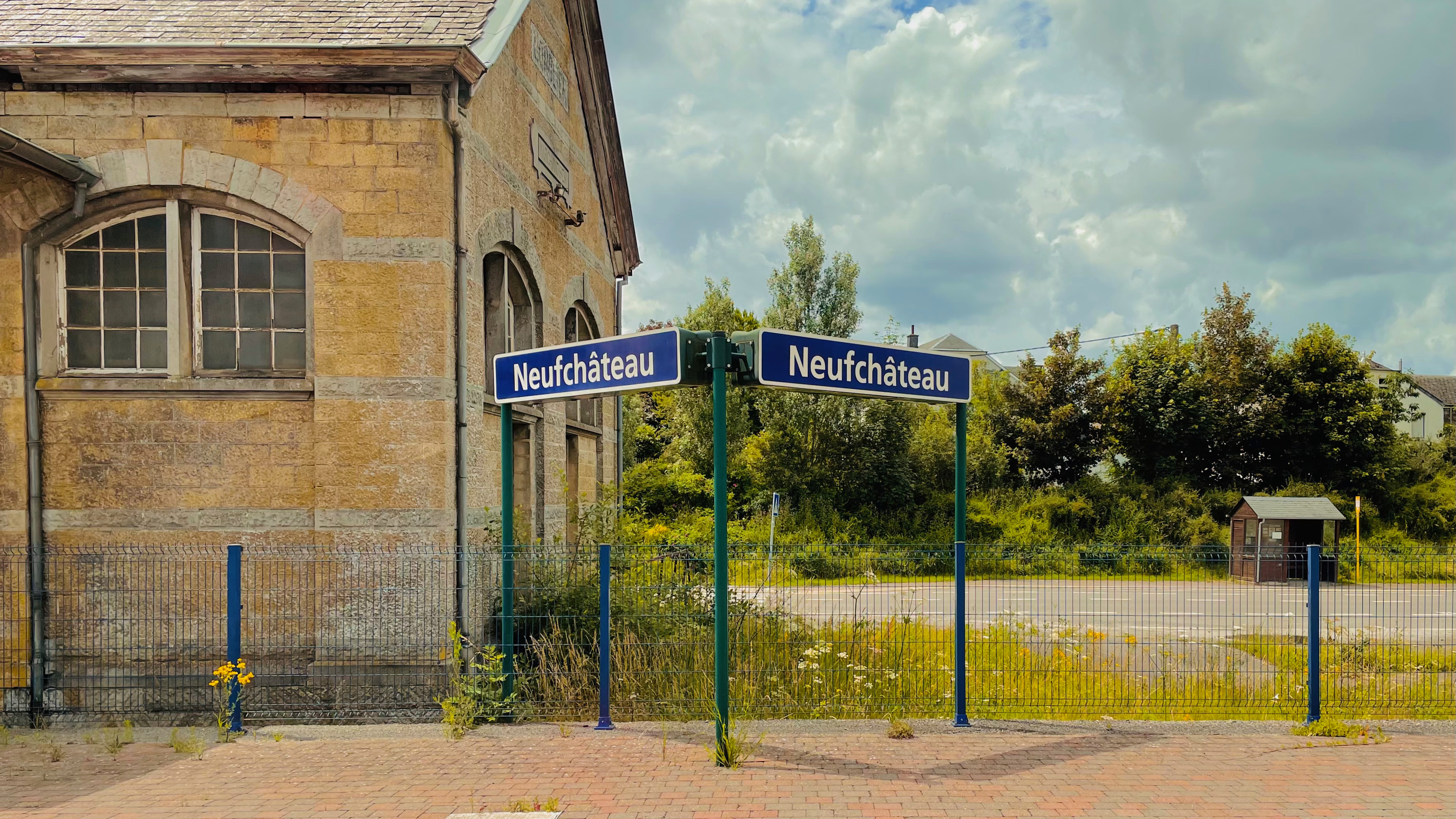
Ancienne halle aux marchandises.